# کالوین (ثلاث باباجانی)
کالوین یک روستا در ایران است که در دهستان زمکان در بخش مرکزی شهرستان ثلاث باباجانی استان کرمانشاه واقع شده‌است.